# Kazaklambia
Kazaklambia byl velký hadrosauridní dinosaurus, objevený v roce 1961 v oblasti dnešního jižního Kazachstánu. Žil v období svrchní křídy (geologický stupeň santon), asi před 86 - 83 miliony let. Tento dinosaurus byl původně popsán roku 1968 jako Procheneosaurus convincens, v roce 2013 však dostal vlastní rodové jméno Kazaklambia. Objevena byla poměrně kompletní kostra mladého jedince, které chyběla pouze část lebky. V té době šlo o první jasný paleontologický důkaz, že hadrosauridi obývali také oblasti střední Asie. Blízkými příbuznými tohoto ornitopoda mohou být rody Tsintaosaurus a Amurosaurus.